# Buckner (Missouri)
Pour les articles homonymes, voir Buckner.
Buckner est une ville du comté de Jackson, dans le Missouri, aux États-Unis,. Située au nord-est du comté, elle est incorporée en 1930.

## Démographie
Lors du recensement de 2010, la ville comptait une population de 3 076 habitants. Elle est estimée, en 2017, à 3 056 habitants.

### Source de la traduction
- (en) Cet article est partiellement ou en totalité issu de l’article de Wikipédia en anglais intitulé « Buckner, Missouri » (voir la liste des auteurs).